# Olympische Sommerspiele 1948/Kanu – Einer-Canadier 10.000 m (Männer)
Der Wettkampf im Einer-Canadier über 1000 Meter bei den Olympischen Sommerspielen 1948 wurde am 11. August auf der Regattastrecke bei Henley-on-Thames auf der Themse ausgetragen.
Da es insgesamt nur 5 Teilnehmer gab, bestand der Wettkampf über 10.000 Meter nur aus dem Finale. Der Titel ging an František Čapek aus der Tschechoslowakei, dessen Team insgesamt 3 der 4 Canadier-Titel in London gewinnen konnte. Er gewann mit über 35 Sekunden Vorsprung auf den US-Amerikaner Frank Havens.

## Ergebnisse
| Rang | Athlet            | Nation             | Zeit        |
| ---- | ----------------- | ------------------ | ----------- |
| 1    | František Čapek   | Tschechoslowakei   | 1:02:05,2 h |
| 2    | Frank Havens      | Vereinigte Staaten | 1:02:40,4 h |
| 3    | Robert Boutigny   | Kanada             | 1:04:35,3 h |
| 4    | Raymond Argentin  | Frankreich         | 1:06:44,2 h |
| 5    | Ingemar Andersson | Schweden           | 1:07:27,1 h |

## Weblink
- Ergebnisse